# Patricia Guerra Cabrera
Patricia Guerra Cabrera (Las Palmas de Gran Canaria, Espanya 1965) és una regatista canària, guanyadora de la medalla d'or en els Jocs Olímpics d'Estiu de 1992 celebrats a Barcelona.

## Biografia
Va néixer el 21 de juliol de 1965 a la ciutat de Las Palmas de Gran Canaria, capital de l'illa de Gran Canària. Es formà en la vela al Real Club Náutico de Gran Canaria, i decidí dedicar-s'hi seriosament a partir de 1984 quan s'anuncià la inclusió en els Jocs Olímpics de la classe 470 femenina.
Es traslladà aleshores a Barcelona, on de passada estudià Dret, per preparar-se per a les competicions olímpiques.

## Carrera esportiva
Va participar, als 23 anys, en els Jocs Olímpics d'Estiu de 1988 celebrats a Seül (Corea del Sud), on finalitzà desena al costat d'Adelina González en la competició femenina de la classe 470. En els Jocs Olímpics d'Estiu de 1992 celebrats a Barcelona (Catalunya) aconseguí la medalla d'or en aquesta mateixa prova al costat de Theresa Zabell.
Al llarg de la seva carrera ha aconseguit dues medalles en el Campionat del Món de vela, destacant la medalla d'or aconseguida el 1992.

## Reconeixements
Campiona d'Espanya, d'Europa i del Món, medallista olímpica de primer nivell, ha estat premiada amb la Reial Orde del Mèrit Esportiu, la medalla d'or de les Canàries i és filla predilecta de la seva ciutat, Las Palmas de Gran Canaria.